# Beneath the Sky
Beneath the Sky — американская метал-группа из Цинциннати, Огайо, образованная в 2004 году и исполнявшая музыку на стыке металкора и дэт-метала с элементами прогрессивного метала. Пережив два расформирования, коллектив окончательно распался в 2014 году. За свою карьеру группа выпустила три полноформатных студийных альбома и один мини-альбом.

## История
Beneath the Sky была образована в 2004 году в Цинциннати после распада групп Makeshyft и Blind Judgment. В 2005 году группа выпустила свою первую демозапись, после чего отправилась в турне по США. Благодаря постоянным гастролям группа обрела своих первых поклонников. В январе 2006 года коллектив выпустил свой первый демоальбом, More Than You Can Handle..., тираж которого составил 5000 экземпляров. В результате группу заметил лейбл Victory Records, который в августе того же года подписал коллектив.
В сентябре 2006 года Beneath the Sky для начала работы над новым альбомом направились в студию Track Six Recording, расположенную в Кливленде, штате Огайо. Продюсером пластинки стал Джейсон Сьюкоф, известный по работе с Trivium и The Autumn Offering. Альбом, озаглавленный как What Demons Do to Saints, был издан 23 января 2007 года и получил неоднозначные отзывы критиков. На композицию «7681» был снят клип. Обозреватели положительно оценили разнообразие вокала и баланс между тяжелыми риффами и мелодичными проигрышами, раскритиковав при этом общее звучание альбома, типичное для металкор-групп того времени. В конце 2007 года Beneath The Sky были номинированы на премию Cincinnati Music Award, проводившуюся журналом CityBeat, в категории Hard Rock/Metal.
22 марта 2008 года на своей официальной странице в MySpace группа подтвердила замену двух участников, гитариста Кевин Стаффорда и барабанщика Брайан Кэша, которых заменили Крис Профитт и Брэндон Соудер. Позднее из группы ушёл клавишник Мэтт Джонс. 
В том же году музыканты выпустили свой второй полноформатный альбом The Day the Music Died, который достиг 28-й строчки чарта Billboard 200. Критики также положительно оценили альбом, особенно отметив сложную структуру песен, высокую техничность исполнения, а также вокальные данные Джои Нельсона. Несмотря на коммерческий успех релиза 15 августа 2008 года группа объявляет о своём распаде.
13 марта 2009 года Beneath the Sky в своем блоге на MySpace объявили о воссоединении и начале нового тура. Далее последовал релиз нового альбома, In Loving Memory. Пластинка была сдержанно встречена критиками и показала более слабые результаты в чартах по сравнению с предыдущим релизом.
1 августа 2011 года, в связи с финансовыми проблемами, группа объявила о прекращении своей музыкальной деятельности и лишь 26 января 2013 года вновь воссоединилась и приступила к записи нового альбома. 23 июля 2014 года группа объявила что расформировывается окончательно.

## Музыкальный стиль
В своём звучании Beneath the Sky сочетают элементы хардкор-панка, металкора, прогрессивного метала и мелодик-дэт-метала, в связи с чем их музыкальный стиль описывали как дэткор, мелодичный дэткор и экстремальный дэт-металкор. Музыка группы характеризуется «грязными» искажёнными гитарами, техничными партиями ударных, сложной структурой песен, обилием брейкдаунов и бласт-битов, а также использованием синтезатора. В качестве вокала, помимо традиционного для металкора чистого голоса, также используется позаимствованный из дэт-метала гроулинг и различные виды скриминга.
Группа испытала в своём творчестве влияние коллективов Carcass и Hypocrisy, а также групп Новой волны американского хэви-метала, таких как Shadows Fall и Killswitch Engage. Начав с «сырого» гаражного звучания на More Than You Can Handle... и What Demons Do to Saints, Beneath the Sky выработали стиль, основанный на смешении металкора и дэт-метала, который они развили на последующих релизах, The Day the Music Died и In Loving Memory.
Основная тематика композиций — личные переживания, фобии и ужасы. Для ранних песен группы была характерна тема христианства.

## Дискография
Альбомы
| Дата | Название                 | Лейбл           | U.S Billboard |
| ---- | ------------------------ | --------------- | ------------- |
| 2007 | What Demons Do to Saints | Victory Records | 49            |
| 2008 | The Day the Music Died   | Victory Records | 28            |
| 2010 | In Loving Memory         | Victory Records | 31            |

EP
| Дата | Название                    | Лейбл |
| ---- | --------------------------- | ----- |
| 2006 | More Than You Can Handle... | N/A   |

## Состав
| Последний состав - Джои Нельсон — вокал (2004—2008, 2009—2011, 2013—2014) - Джефф Нельсон — гитара (2004—2008, 2009—2011, 2013—2014) - Ник Скарберри — бас-гитара, бэк-вокал (2004—2009, 2013—2014) - Брэндон Соудер — ударные, перкуссия (2004—2007, 2013—2014) - Крис Профайт — гитара (2004—2007, 2013—2014) | Бывшие участники - Мэтт Джонс — клавитара (2004—2007) - Кевин Стаффорд — гитара, бэк-вокал, клавишные (2007—2008, 2009—2011) - Финн — гитара, клавишные (2009—2011) - Брайан Кэш — ударные (2008, 2009—2011) - Рэнди Барнс — бас-гитара (2009—2011) |

Временная шкала